# Ranunculus acriformis
Ranunculus acriformis A. Gray – gatunek rośliny z rodziny jaskrowatych (Ranunculaceae Juss.). Występuje naturalnie w Stanach Zjednoczonych, w stanach Idaho, Kolorado, Montana, Utah oraz Wyoming. 

## Morfologia
PokrójBylina o nagich pędach. Dorasta do 10–60 cm wysokości.
LiścieMają owalny lub sercowaty kształt. Są trójlistkowe lub potrójnie klapowane. Mają 2–6 cm długości oraz 2,5–8 cm szerokości. Są całobrzegie, z ostrym wierzchołkiem.
KwiatySą pojedyncze. Mają żółtą barwę. Działki kielicha są owłosione i mają 4–6 mm długości. Mają 5 płatków o długości 7–13 mm.
OwoceNagie niełupki zebrane w półkulistych lub kulistych główkach. Mają 2–4 mm długości.

## Biologia i ekologia
Rośnie na podmokłych łąkach. Występuje na wysokości od 1500 do 2400 m n.p.m. Kwitnie od maja do sierpnia.

## Zmienność
W obrębie tego gatunku wyróżniono jedną odmianę – Ranunculus acriformis var. montanensis (Rydb.) L.D. Benson